# 16414 Le Procope
A 16414 Le Procope (ideiglenes jelöléssel 1987 QO5) a Naprendszer kisbolygóövében található aszteroida. Eric Walter Elst fedezte fel 1987. augusztus 25-én.